# شاه‌بلوط
شاه بلوط (به انگلیسی: Chestnut) درختان و درختچه‌های برگریز از جنس شاه‌بلوط‌ها از خانواده راشیان است. این نام همچنین به آجیل خوراکی آنها اشاره دارد. آنها بومی مناطق معتدل نیمکره شمالی هستند.

## نگارخانه

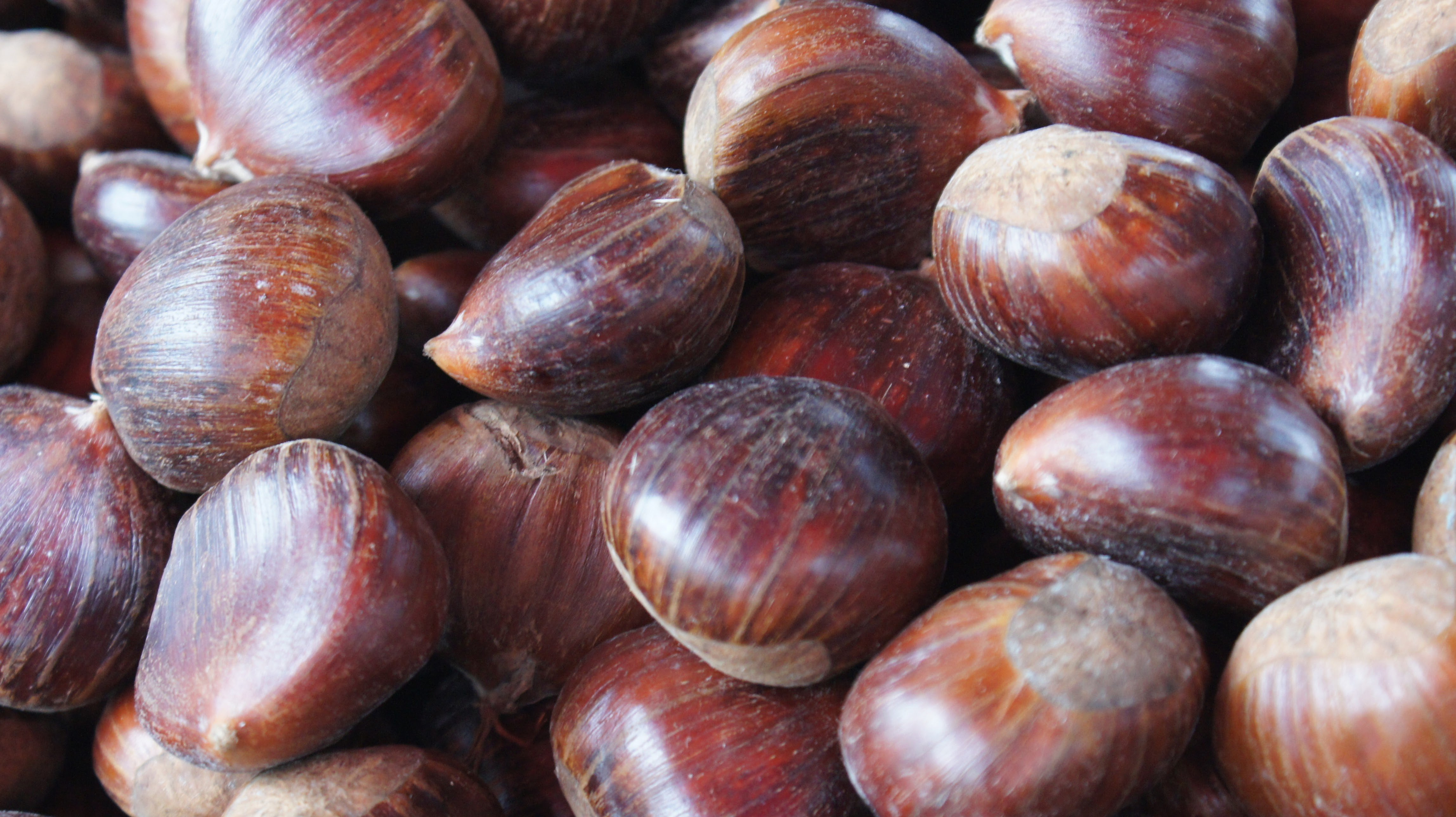
میوه شاه‌بلوط
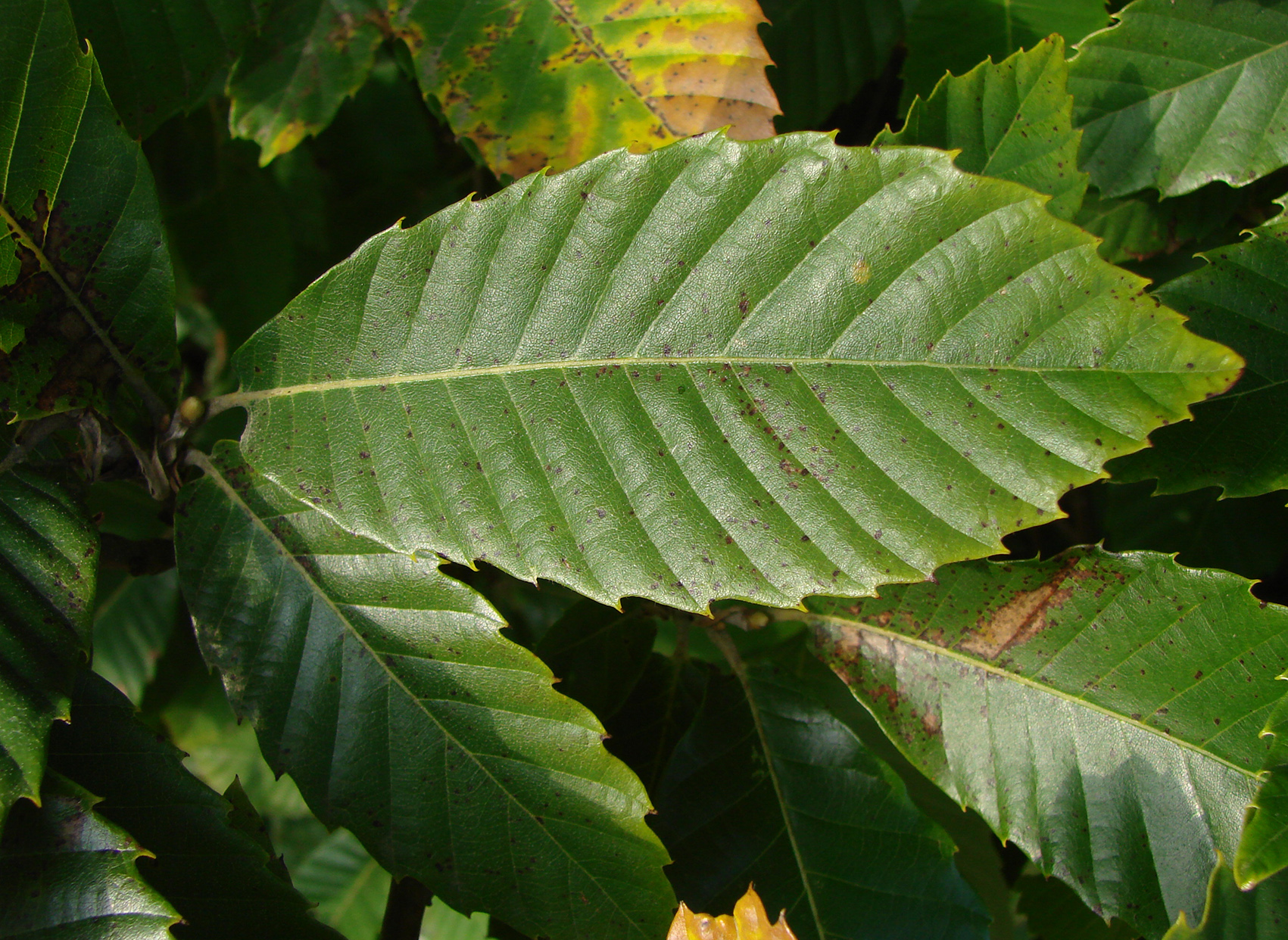
برگ شاه‌بلوط
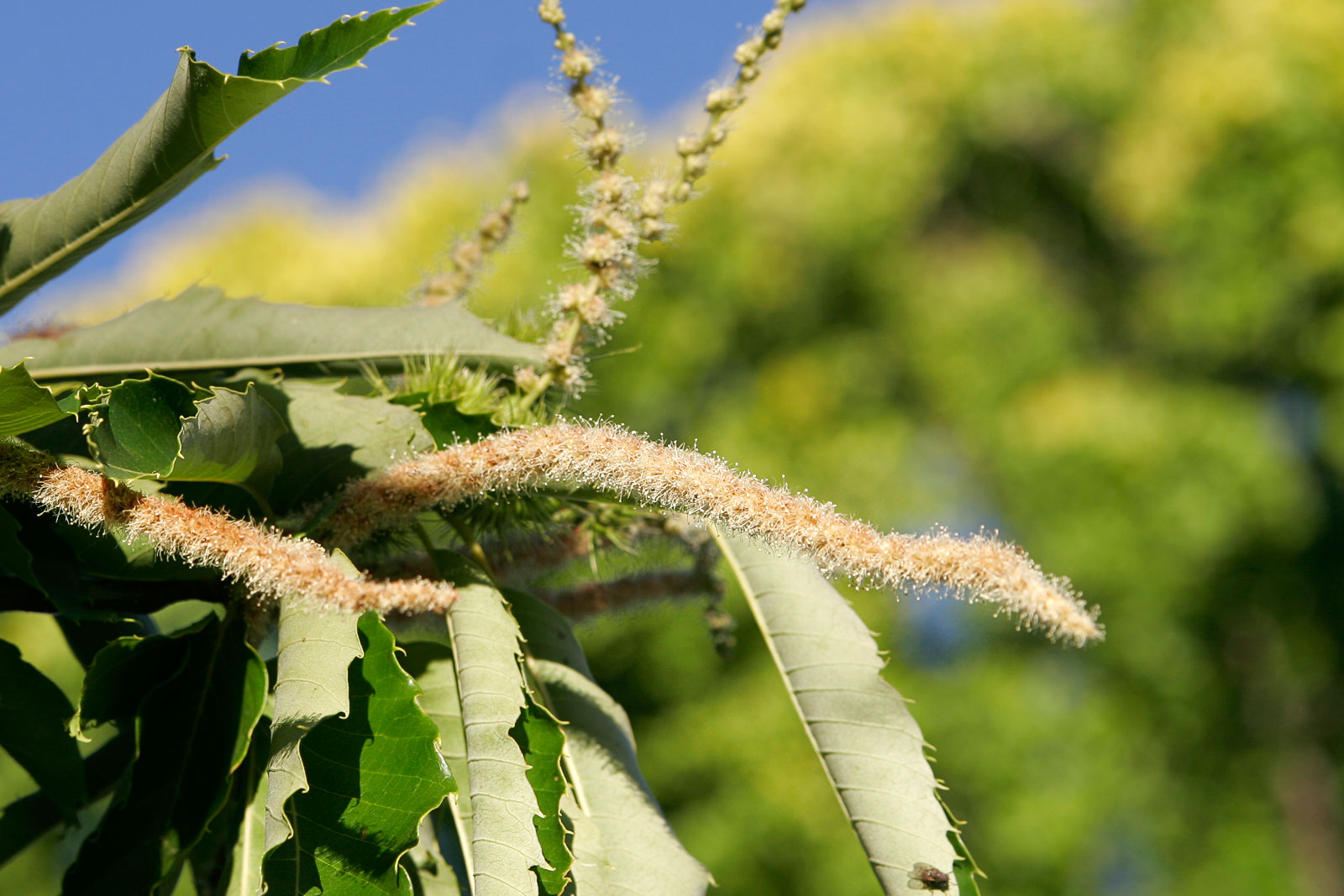
شاه‌بلوط ساتیوا  شاتون نر (نخودی کم‌رنگ) و شاتون ماده (سبز، خاردار، تا حدی توسط برگ‌ها پنهان شده است)
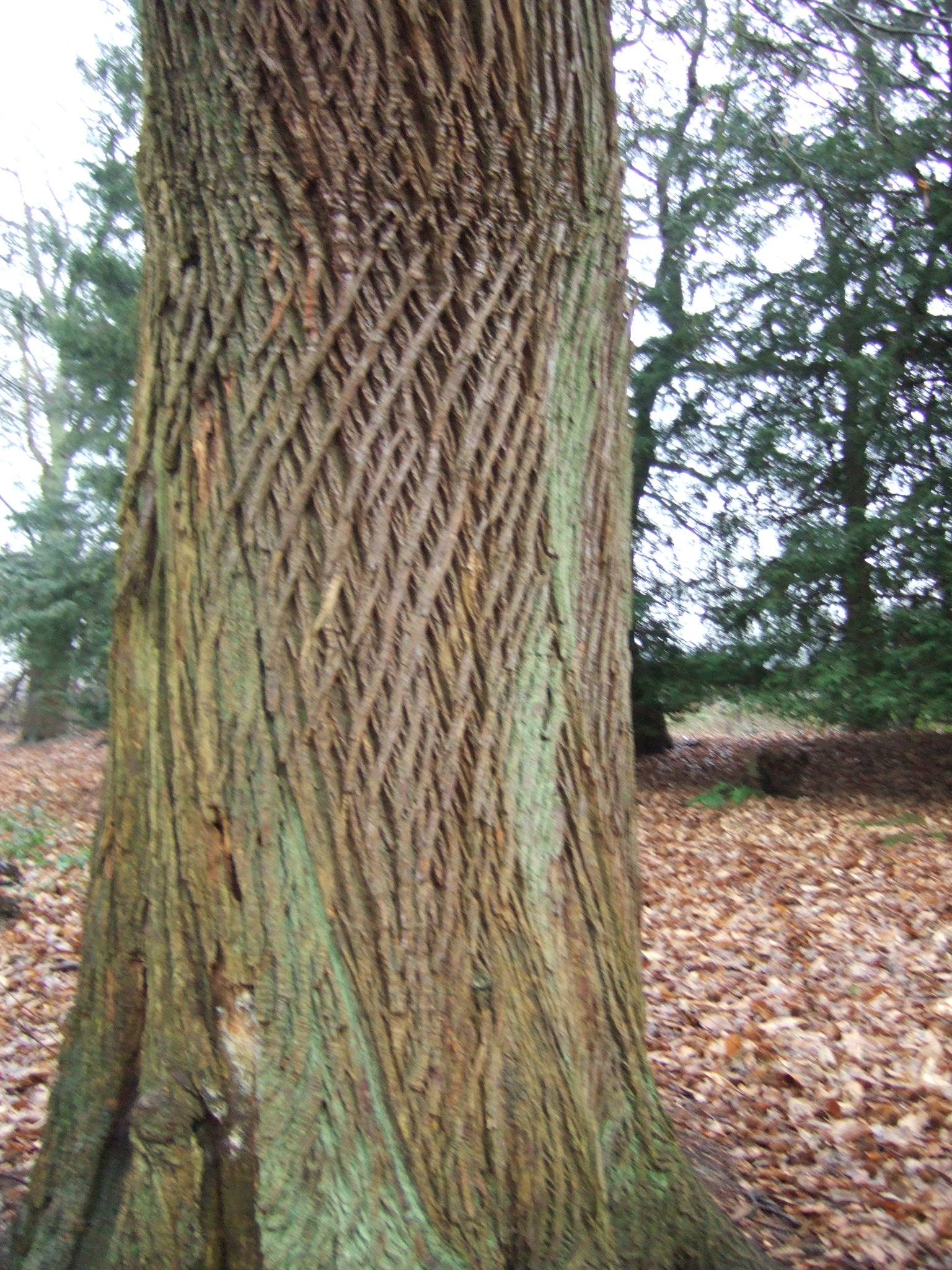
تنه درخت شاه‌بلوط
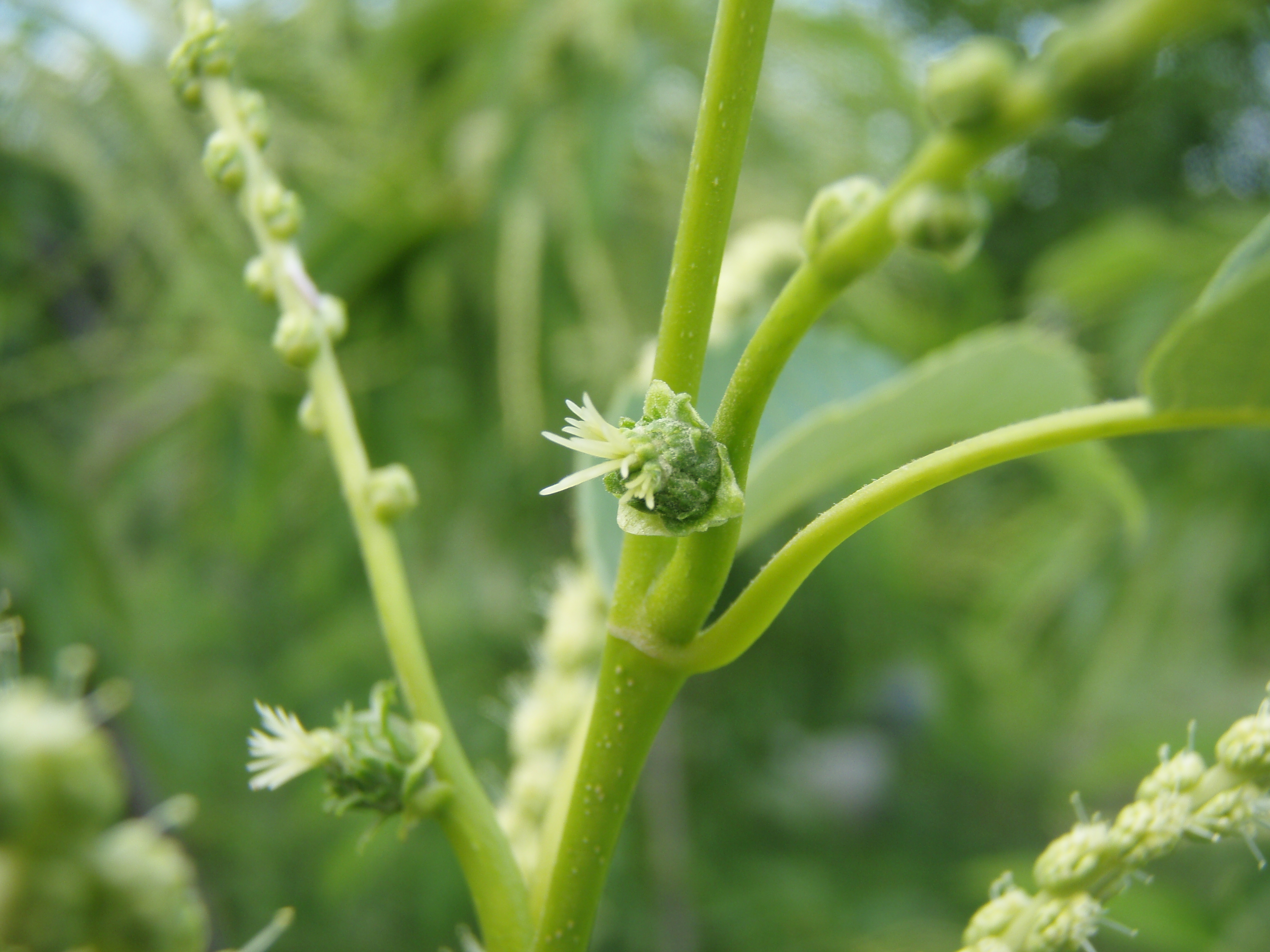
گل‌های ماده
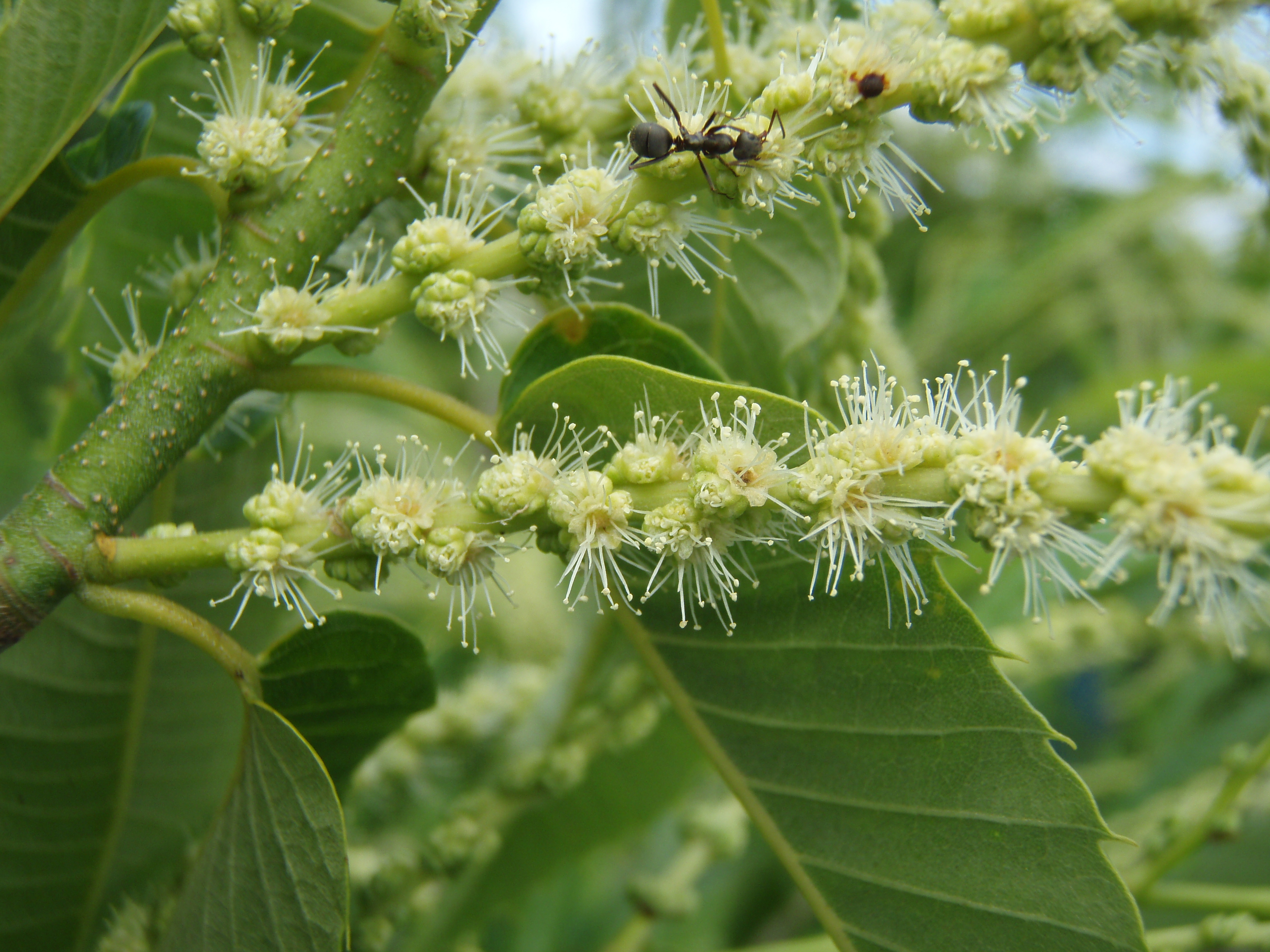
گل‌های نر